# 10 złotych 1968 25 lat Ludowego Wojska Polskiego
10 złotych 1968 25 lat Ludowego Wojska Polskiego – okolicznościowa moneta dziesięciozłotowa, wprowadzona do obiegu 12 października 1968 r. zarządzeniem z 17 sierpnia 1968 r. (M.P. z 1968 r. nr 35, poz. 249), wycofana 1 stycznia 1978 r. zarządzeniem Ministra Finansów z dnia 21 maja 1977 r. (M.P. z 1977 r. nr 14, poz. 79).
Monetę wybito z okazji dwudziestopięciolecia sformowania 1 Dywizji im. Tadeusza Kościuszki.

## Awers
W centralnym punkcie umieszczono orzełka wojsk lądowych wg wzoru wprowadzonego 1 stycznia 1945 roku, pod orłem rok 1968, poniżej napis „POLSKA RZECZPOSPOLITA LUDOWA”, a pod skrzydłem orła znak mennicy w Warszawie.

## Rewers
Na tej stronie monety znajduje się prawy profil żołnierza w hełmie, z lewej strony napis w kilku rzędach „XXV LAT LUDOWEGO WOJSKA POLSKIEGO 10 ZŁ”, a na dole, z lewej strony cyfr 10 oraz monogram projektanta.

## Nakład
Monetę bito w Mennicy Państwowej, w miedzioniklu, na krążku o średnicy 28 mm, masie 9,5 grama, z rantem ząbkowanym, w nakładzie 2 000 000 sztuk, według projektu Józefa Markiewicza-Nieszcza.

## Opis
Dziesięciozłotówka była jedną z trzynastu dziesięciozłotówek obiegowych z okolicznościowym wizerunkiem bitych w latach 1964–1972 w Mennicy Państwowej, na krążkach o dwóch średnicach:
- 31 mm (1964–1965), 4 typy oraz
- 28 mm (1966–1972), 9 typów.

Okolicznościowe dziesięciozłotówki jeszcze w pierwszej połowie lat siedemdziesiątych dwudziestego wieku, w obrocie pieniężnym występowały dość powszechnie, ze względu na fakt, że stanowiły ponad 17 procent całej emisji dziesięciozłotówek będących w obiegu (w roku 1973).
Moneta została wycofana z obiegu przez NBP w wyniku systemowej redukcji średnicy dziesięciozłotówek do 25 mm w związku z wprowadzeniem do obiegu monet o nominale 20 złotych i średnicy 29 mm.

## Wersje próbne
Istnieje wersja tej monety należąca do serii próbnej w niklu z wypukłym napisem „PRÓBA”, wybita w nakładzie 500 sztuk oraz wersja próbna technologiczna, z wypukłym napisem „PRÓBA”, w miedzioniklu, w nakładzie 20 sztuk.